# Pentzia
Pentzia es un género de plantas pertenecientes a la familia Asteraceae. Comprende 66 especies descritas y de estas, solo 24 aceptadas. Se encuentra en Norteamérica.

## Taxonomía
El género fue descrito por Alexandre Henri Gabriel de Cassini y publicado en Prodromus Plantarum Capensium, . . . 145. 1800.

## Especies aceptadas
A continuación se brinda un listado de las especies del género Pentzia aceptadas hasta junio de 2012, ordenadas alfabéticamente. Para cada una se indica el nombre binomial seguido del autor, abreviado según las convenciones y usos:
- Pentzia argentea Hutch.
- Pentzia bolusii Hutch.
- Pentzia calcarea Kies
- Pentzia calva S.Moore
- Pentzia cooperi Harv.
- Pentzia dentata (L.) Kuntze
- Pentzia elegans DC.
- Pentzia globosa Less.
- Pentzia hesperidum Maire & Wilczek
- Pentzia incana (Thunb.) Kuntze
- Pentzia lanata Hutch.
- Pentzia monocephala S.Moore
- Pentzia monodiana Maire
- Pentzia nana Burch.
- Pentzia peduncularis B.Nord.
- Pentzia pinnatisecta Hutch.
- Pentzia punctata Harv.
- Pentzia quinquefida (Thunb.) Less.
- Pentzia somalensis E.A.Bruce ex Thulin
- Pentzia sphaerocephala DC.
- Pentzia spinescens Less.
- Pentzia tomentosa B.Nord.
- Pentzia tortuosa (DC.) Fenzl ex Harv.
- Pentzia viridis Kies